# Jotai Jotai
Jotai Jotai – marszalski koszykarz, reprezentant kraju na arenie międzynarodowej.
W 2005 roku, jego zespół wziął udział w miniigrzyskach Pacyfiku rozgrywanych na Palau. Podczas tego turnieju wystąpił w pięciu meczach, w których zdobył 32 punkty, jednak jego ekipa nie odegrała większej roli w zawodach (zespół ten zajął ostatnie 8. miejsce). Jotai grał łącznie przez około 107 minut.
Reprezentował swój kraj także w innych mniejszych turniejach, m.in. w igrzyskach mikronezyjskich.

## Statystyki z miniigrzysk Pacyfiku
| Rok  | Reprezentacja   | M | MPG  | FG%   | 3P%   | FT%   | APG | SPG | BPG | PPG |
| ---- | --------------- | - | ---- | ----- | ----- | ----- | --- | --- | --- | --- |
| 2005 | Wyspy Marshalla | 5 | 21,4 | 25,9% | 45,5% | 37,5% | 0,8 | 1,6 | 0,4 | 6,4 |